# Theoren Fleury
Theoren Wallace Fleury, także jako Theo Fleury (ur. 29 czerwca 1968 w Oxbow, Saskatchewan) – kanadyjski hokeista, reprezentant Kanady, olimpijczyk. Działacz hokejowy.

## Kariera zawodnicza
- St. James Canadians (1983-1984)
- Moose Jaw Warriors (1984-1988)
- Salt Lake Golden Eagles (1988-1989)
- Calgary Flames (1988-1999)
  -  Tappara (1994)
- Colorado Avalanche (1999)
- New York Rangers (1999-2002)
- Chicago Blackhawks (2002-2003)
- Horse Lake Thunder (2004-2005)
- Belfast Giants (2005-2006)

Przez cztery sezony od 1984 do 1988 grał w kanadyjskiej juniorskiej lidze WHL w ramach CHL w barwach drużyny Moose Jaw Warriors (w ostatnim sezonie był kapitanem zespłu). W drafcie NHL z 1987 został wybrany przez Calgary Flames. Przejściowo grał w klubie z ligi IHL. A od sezonu 1988/1989 grał w rozgrywkach NHL – łącznie do 2003 rozegrał w 15 sezonach (w tym 11 w Calgary). Ostatni sezon w karierze rozegrał w brytyjskiej lidze EIHL w barwach północnoirlandzkiego zespołu Belfast Giants. We wrześniu 2009, w wieku 41 powrócił do zespołu Calgary Flames, lecz w tym samym miesiącu ogłosił ostateczne zakończenie kariery zawodniczej.
Uczestniczył w turniejach mistrzostw świata juniorów do lat 20 w 1987, 1988 (w 1988 był kapitanem reprezentacji), mistrzostw świata 1990, 1991, Canada Cup 1991, Pucharu Świata 1996 oraz zimowych igrzysk olimpijskich 1998, 2002.

## Kariera działacza i inna
Od 1994 do 1997 był współwłaścicielem klubu Calgary Hitmen w lidze WHL.
Wydał książki pt. Playing with Fire i Conversations with a Rattlesnake traktujące o problemach osobistych.
Wystąpił w roli samego siebie w filmie pt. Score: A Hockey Musical z 2010.

## Sukcesy

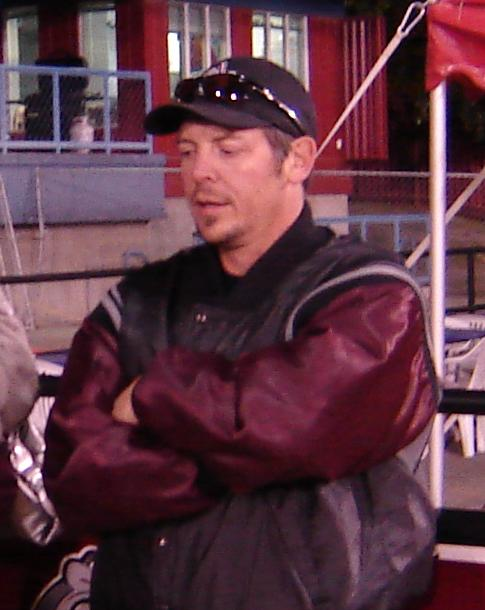
Theoren Fleury (2008)

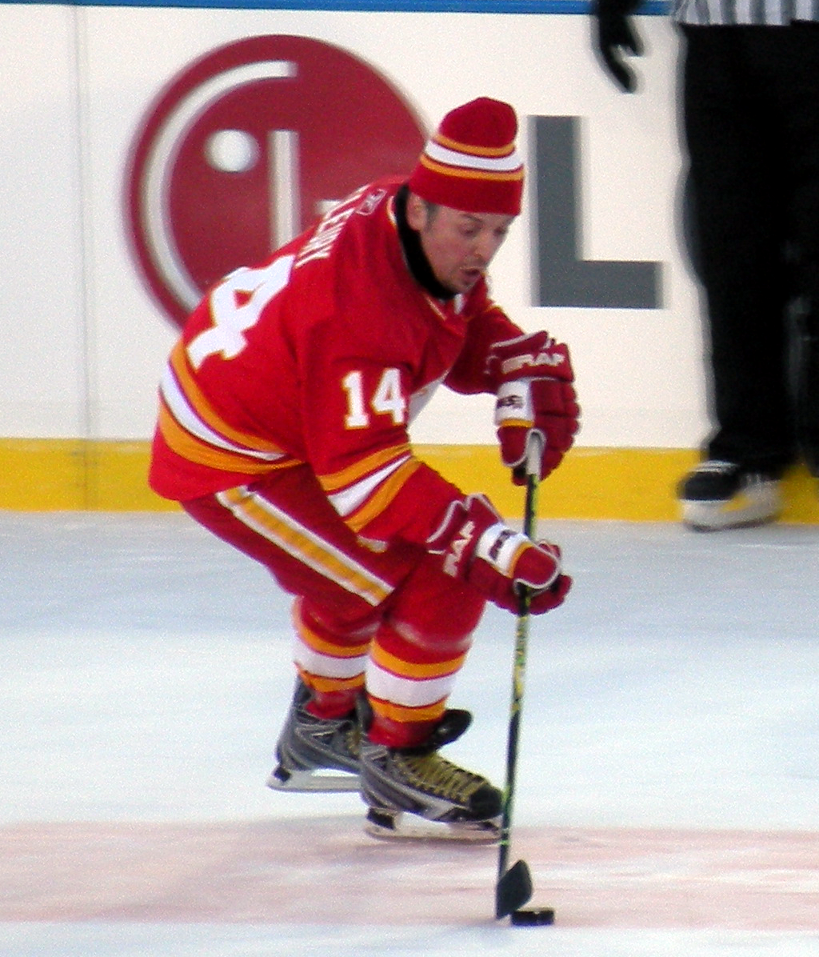
Theoren Fleury (2011)

Reprezentacyjne
- Złoty medal mistrzostw świata juniorów do lat 20: 1988
- Canada Cup: 1991
- Srebrny medal mistrzostw świata: 1991
- Finał Pucharu Świata: 1996
- Złoty medal zimowych igrzysk olimpijskich: 2002

Klubowe
- Mistrzostwo dywizji NHL: 1989, 1990, 1994, 1995 z Calgary Flames, 1999 z Colorado Avalanche
- Mistrzostwo konferencji NHL: 1989 z Calgary Flames
- Clarence S. Campbell Bowl: 1989 z Calgary Flames
- Presidents’ Trophy: 1989 z Calgary Flames
- Puchar Stanleya: 1989 z Calgary Flames
- Złoty medal Elite Ice Hockey League: 2006 z Belfast Giants

Indywidualne
- WHL 1986/1987:
  - Pierwszy skład gwiazd Wschodu
- WHL 1987/1988:
  - Bob Clarke Trophy – pierwsze miejsce w klasyfikacji kanadyjskiej w sezonie zasadniczym: 160 punktów
  - Drugi skład gwiazd Wschodu
- Mistrzostwa Świata Juniorów w Hokeju na Lodzie 1988:
  - Skład gwiazd turnieju
- NHL (1990/1991):
  - NHL All-Star Game
  - NHL Plus/Minus Award – pierwsze miejsce w klasyfikacji +/− w sezonie zasadniczym: +48
- NHL (1991/1992):
  - NHL All-Star Game
- NHL (1994/1995):
  - Drugi skład gwiazd
- NHL (1995/1996):
  - NHL All-Star Game
- NHL (1996/1997):
  - NHL All-Star Game
- NHL (1997/1998):
  - NHL All-Star Game
- NHL (1998/1999):
  - NHL All-Star Game
- NHL (2000/2001):
  - NHL All-Star Game
- EIHL 2005/2006:
  - Pierwsze miejsce w klasyfikacji asystentów w sezonie zasadniczym: 52
  - Pierwsze miejsce w klasyfikacji kanadyjskiej w sezonie zasadniczym: 73
  - Pierwszy skład gwiazd
  - Najlepszy zawodnik sezonu

Wyróżnienia
- Molson Cup (nagroda w ramach klubu Calgary Flames): 1991, 1993, 1996, 1998